# Dichotrypa
Dichotrypa är ett släkte av mossdjur. Dichotrypa ingår i familjen Cystodictyonidae.
Kladogram enligt Catalogue of Life:
| Dichotrypa | \| \| Dichotrypa flabellum \| \| \| \| \| \| Dichotrypa turkestanica \| \| \| \| |
|            | \| \| Dichotrypa flabellum \| \| \| \| \| \| Dichotrypa turkestanica \| \| \| \| |
|            | Cystodictya                                                                      |
|            |                                                                                  |
|            | Sulcoretepora                                                                    |
|            |                                                                                  |
|            | Taeniopora                                                                       |
|            |                                                                                  |
|            | Dichotrypa flabellum                                                             |
|            |                                                                                  |
|            | Dichotrypa turkestanica                                                          |
|            |                                                                                  |

|  | Dichotrypa flabellum    |
|  |                         |
|  | Dichotrypa turkestanica |
|  |                         |